# Frédéric Courant
Pour les articles homonymes, voir Courant.
Frédéric Courant, surtout connu sous son surnom Fred, est un journaliste, grand reporter et animateur de télévision français, né le 14 avril 1960 à Angers (Maine-et-Loire).
Il est présentateur de l'émission scientifique C'est pas sorcier sur France 3 de septembre 1993 à juin 2013, où il forme avec Jamy Gourmaud le duo « Fred et Jamy ».
En 2015, il relance le concept via une plateforme en ligne sous le nom de L'Esprit sorcier, grâce à un financement participatif.

## Biographie

### Formation
Il a fait ses études secondaires au lycée Chevrollier à Angers. Par la suite, il obtient un DESS de droit international à l'Université Paris-Sorbonne en 1982.

### Émissions de radio et de télévision
Il débute en tant que journaliste à L'Événement du jeudi et Le Quotidien de Paris de 1985 à 1989.
Son expérience à la télévision commence en 1989 lorsqu'il devient rédacteur en chef de la chaîne Canal Santé.

### C'est pas sorcier
En 1992, il entre chez France 3 dans l'équipe de Fractales. À la demande de la chaîne, l'émission est rebaptisée C'est pas sorcier en 1993. Il coprésente l'émission avec Patricia Saboureau puis Jamy Gourmaud.
En septembre 1994, une nouvelle formule est lancée, cocréée avec le réalisateur Bernard Gonner, qui eut l'idée du camion-laboratoire. Jamy, qui reste dans le camion de l'émission, y joue le rôle de l'expert scientifique. Fred, quant à lui, mène des explications sur le terrain, et pose des questions à des spécialistes ou Jamy.
En 2012, il fait une apparition dans la saison 1 de Bref, dans un épisode intitulé : Bref. Y a des gens qui m'énervent.
Le 26 août 2013, il annonce avoir été « viré en 10 minutes » par France 3,.

## Activité sur Internet

### L'Esprit sorcier
Le 7 octobre 2015, Frédéric Courant donne naissance au site L'Esprit sorcier, qui a bénéficié d'un financement participatif depuis le 5 juin 2015, sur le site KissKissBankBank. Ce site a pour but d'être un média « éducatif » qui donne à chacun les clés pour mieux comprendre les rouages et les mécanismes de notre monde et se forger ainsi une opinion éclairée sur les grands sujets de science et de société, tout en offrant une large place aux débats d’idées et à l’échange d’opinions. Depuis 2016, il anime L'Esprit Sorcier, le mag !.

### Aerostar.tv
En 2015, Frédéric Courant est animateur avec Bernard Chabbert dans une série pédagogique expliquant les grands principes de l'aviation.

## Autres activités
En décembre 2020, le ministère de la Transition écologique lui confie la direction d'un groupe de travail afin de familiariser les français aux risques qu'ils courent en cas de phénomènes naturels et leur enseigner les réflexes à avoir.

## Court métrage
- En 2013, il réalise le court-métrage Sous l’océan[1].

## Programmes

### Sur France 3
- 1992-1993 : Fractales
- 1993-2013 : C'est pas sorcier (émission plusieurs fois récompensée au prix Roberval)[1]
- 1998 : 26′ d’arrêt
- 1998-1999 : C'est clair pour tout le monde
- 1999 : C'est pas la mer à boire
- 2001-2007 :  Quelle aventure !, reconstitution historique.
- 2006 : Co-animation avec Jamy Gourmaud du Téléthon le samedi 9 décembre de 15 h à 18 h, en direct sur la place de la Comédie à Montpellier.
- 2007 : Co-animation avec Jamy Gourmaud du Téléthon le samedi 8 décembre de 15 h à 18 h, en direct de Metz.

### Sur La Cinquième
- 1999 - 2000 :  rédacteur en chef et présentateur de Côté Cinquième - C'est bien, c'est mâle (1999), devenu en 2000 Mise au point.

### Sur Europe 1
- 2006 : Fred et Jamy, été 2006

### Sur Canal+
- 2012 : Bref de Kyan Khojandi et Bruno Muschio (épisode 53)

### Sur Science et Vie TV
- 2016 - 2020 : L'Esprit Sorcier, le mag !

### Autres programmes
- Il fait aussi un caméo dans la vidéo de Dr Nozman traitant de l'expérience du savon magique, publiée le 25 juin 2015 sur YouTube.
- Il fait un caméo (15 min 44 s) dans la vidéo d'AstronoGeek traitant des Crop Circles, publiée le 24 août 2018 sur YouTube, puis ils collaborent sur une vidéo entière de la chaîne AstronoGeek le 10 mai 2019.
- Il apparaît dans « Rêve de môme »[6][réf. non conforme] en janvier 2019, une émission qui n'est pas sans rappeler Quelle aventure ! au sujet de la géothermie, à Bonneuil-sur-Marne.
- Il apparaît en 2014 et en 2019 dans des vidéos de « L’Europe c’est pas sorcier »[7], une opération multimédia, interactive et intergénérationnelle produite par Graine d’Europe[8] qui s'est inspiré de la philosophie de l’émission C’est pas sorcier pour créer le concept « L’Europe c’est pas sorcier ».
- Il apparaît dans la web-série « Tout s'arrange »[9] en février 2019, une web-série ludique et pédagogique qui aide les enfants extraordinaires à comprendre les codes sociaux.
- Il double le japonais Masato Sakai dans la version française de la série animée Youth Litterature, ou il retrouvera Jamy Gourmaud et Christophe Izard pour l'adaptation française de la série.

## Doublage

### Animation
- 2009 : Youth Litterature : Voix de Masato Sakai dans la version française

### Jeu vidéo
- 2005 : C'est pas Sorcier : Mystérieuse Disparition en Amazonie : lui-même (voix)
- 2006 : C'est pas Sorcier : Menace sur le Volcan Tamakou : lui-même (voix)
- 2007 : C'est pas Sorcier : Danger sur la Barrière de Corail : lui-même (voix)

## Distinctions
L'astéroïde (23882) Fredcourant a été nommé en son honneur.
Le 11 mai 2011, il a reçu avec Jamy Gourmaud les insignes de docteur honoris causa à l'université de Mons (Belgique).
Le 9 décembre 2011, il a reçu le « Prix du chef d’état-major de la Marine » avec Jamy Gourmaud.